# Castello di Pantelleria
Il Castello di Pantelleria è una delle opere architettoniche più antiche presenti a Pantelleria.
Collocato in una posizione strategica, all'imboccatura del vecchio porto di Pantelleria, domina tutto il centro cittadino.
È sede del museo archeologico.

## Nome alternativo
Al castello viene spesso associato erroneamente il nome di "Castello Barbacane". In prossimità del castello vi era in effetti una struttura chiamata Barbacane, collocata a nord, dove oggi si trova Piazza Almanza.
L'origine del nome "Castello Barbacane" ha una spiegazione storica: sembra infatti che un funzionario governativo, nell'atto di scrivere l'elenco dei beni demaniali dell'isola, abbia confuso "Castello ed il suo Barbacane" con "Castello Barbacane".

## Storia
L'aspetto attuale del castello risale al periodo della dominazione normanna ma ciò non esclude la possibilità che sul luogo sorgessero strutture più antiche.
Intorno al 540, i Bizantini probabilmente completarono una prima struttura fortificata, riutilizzando materiali di edifici più antichi. Nel 647 d.C. l'isola aveva offerto riparo ai cristiani d'Africa provenienti dalla penisola di Scerik, i quali scappavano dalle persecuzioni musulmane e, nell'intento di proteggere al meglio il territorio, costruirono fortezze. Il Carme Pisano del 1087 racconta infine che a Pantelleria vi era un castello grandioso il quale venne però distrutto dai pisani durante una spedizione.

I Normanni sbarcarono a Pantelleria nel 1127 dopo tre secoli di dominio arabo e iniziarono a costruire un Donjon sul quale, in un angolo, venne incisa una croce cristiana: uno tra i primi simboli di cristianità dopo una lunga dominazione musulmana.

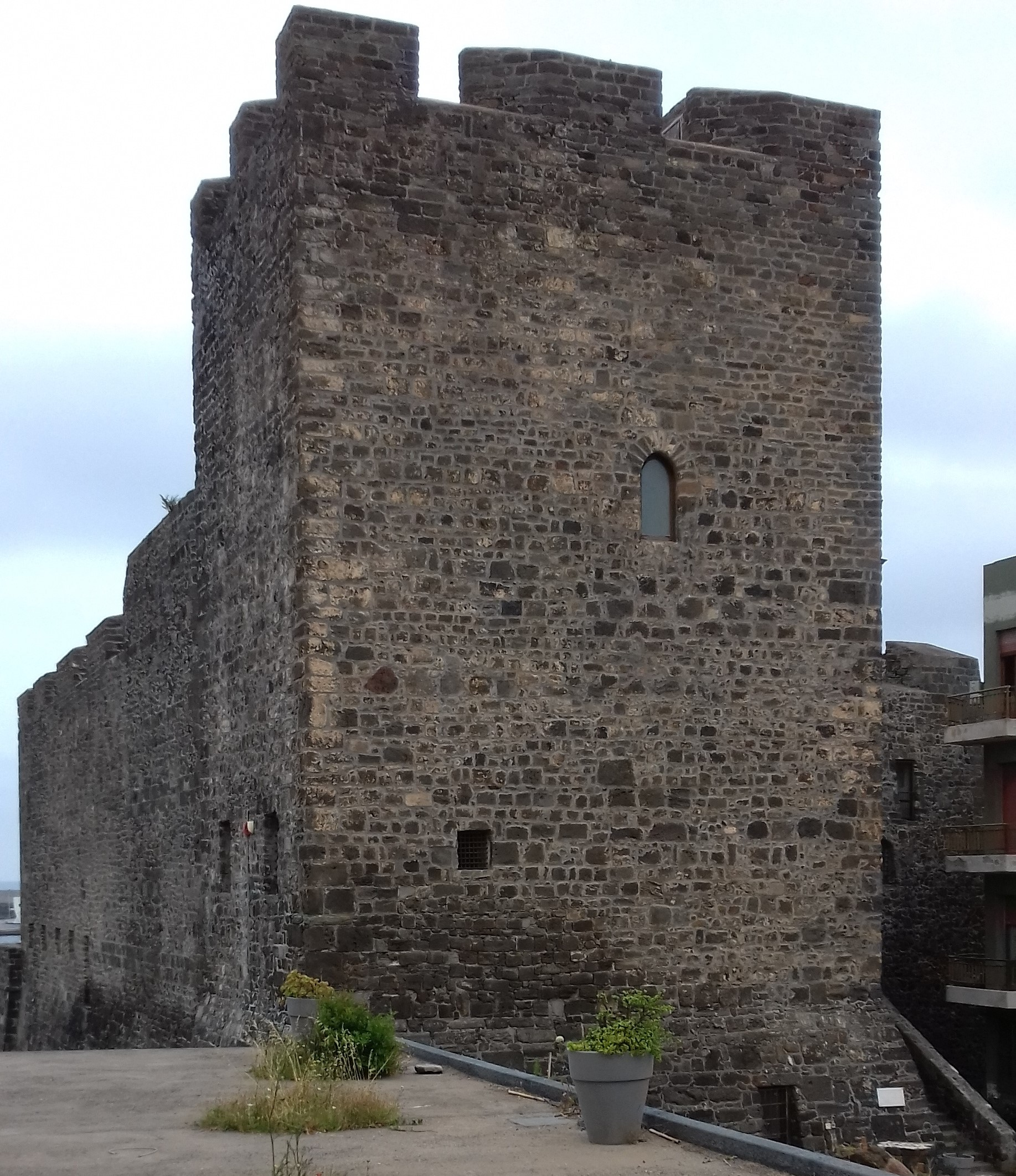
Torre Santa Barbara

Una volta conclusa la costruzione di tale torre, in prossimità di quest'ultima, i Normanni si dedicarono alla costruzione del castello.
Nel 1221, Federico II e gli Hafsidi stipularono un patto il quale prevedeva che l'isola venisse governata da un prefetto di religione islamica scelto dal governo imperiale. Nel 1292 venne istituita la figura di "capitano della guerra", responsabile delle guarnigioni per le quali il castello diventava sito operativo.
Il 1361 fu un anno di svolta: i Genovesi ricevettero in feudo l'isola. Nel 1395, durante il tentativo di conquista della Sicilia da parte dei catalani, Giovanni di Barnabo di San Lazzaro, parente dei Doria, si appropriò dell'isola imponendosi come feudatario. La sua amministrazione però non soddisfece gli abitanti, che manifestarono la loro insoddisfazione al re, che fece uccidere il feudatario all'interno del castello stesso.
Questo non fu l’unico momento di insoddisfazione da parte dei cittadini i quali, nel 1443, protestarono contro Francesco De Belvis, feudatario dal 1442. In particolare gli isolani lo accusarono di aver reso il castello un luogo di aggregazione per ladri e malfattori.
Dopo la morte di Francesco De Belvis vennero inviati sull'isola il capitano di Trapani e il notaio Giovanni Formica il quale compilò una lista di oggetti ritrovati all'interno del castello tra i quali, oltre all'armamento, spiccavano un mulino con cinque asini e una cisterna. A questo periodo risale la prima testimonianza della cittadella fortificata. Sembra infatti che il castello facesse parte di una cinta muraria all'interno della quale vivevano le famiglie cristiane.
Le prime importanti modifiche al castello furono portate da Carlo V che, nel 1535, in seguito a tentativi di incursioni barbaresche, ordinò la fabbricazione di 37 torri su tutto il territorio siciliano. Una di queste torri, detta torre mastra, venne costruita a Pantelleria in prossimità del castello. Nel 1550 il corsaro turco Dragut riuscì, seppur per breve tempo, ad impadronirsi del castello. In seguito a questa brutale incursione, Carlo V decise di rinforzare nuovamente la struttura della fortezza. Vennero così ricostruiti il bastione sul lato mare e una contro muratura la quale racchiudeva al suo interno una torre rotonda tuttora visibile.
A partire dal 1583 il controllo dell'isola passò agli spagnoli che ridimensionarono gli stipendi mensili fissando la nuova paga a 25 scudi per il governatore, 7 per i caporali e 8 per i soldati. Durante il periodo di dominazione spagnola il castello assunse una doppia funzione; oltre ad essere una fortezza esso diventava anche carcere. Per questa funzione venne costruita la parte di Sud-Ovest.
Nel 1734 i Borbone si impadronirono di Napoli e della Sicilia: per il Castello di Pantelleria fu un'ulteriore tappa fondamentale.
Ferdinando IV di Borbone decise di costruire una piccola torre rettangolare sopra la torre circolare già esistente. Tale torre verticale conteneva due campane ed un orologio. La paternità di tale elemento viene con certezza attribuita a Ferdinando IV perché su una campana vi è inciso lo stemma di tale re.
Durante il periodo di dominio dei Borbone venne mandato a Pantelleria in esilio Carlo Antonio Broggia il quale, nel suo memoriale "Ristoro della Pantelleria" racconta che il secondo livello della torre edificata dai Normanni, venne utilizzato come magazzino per tutte le armi. Per questo, la torre venne intitolata a Santa Barbara. Oltre a Broggia, ci furono altri personaggi che, durante l'esilio sull'isola, riportarono le loro esperienze. Tra questi ultimi vi fu Don Pietro Gallucci, che descrisse la struttura interna che risulta essere simile a quella odierna.
Nel 1859, in seguito alla spedizione di Sapri, le carceri di Pantelleria e Favignana vennero sfollate. Nel 1863, la parte adibita a carcere venne utilizzata per rinchiudere i briganti.
Il castello svolse un ruolo importante durante la seconda guerra mondiale; per tutta la durata di quest'ultima il carcere venne trasferito a Scauri, una contrada collocata a sud dell'isola, mentre il castello divenne sede del comando della milizia marittima di artiglieria. Allo stesso tempo, venne costruito un ricovero anti-aereo nella parte sottostante la torre Santa Barbara. Per tutta la guerra il castello e il centro cittadino furono bombardati. Tuttavia alcune delle sue parti più importanti furono distrutte solo con il Piano particolareggiato del dopoguerra. Tale piano fece demolire il bastione esposto verso il mare e parte della torre al suo interno al fine di permettere la costruzione di via Borgo Italia.
Riadattato come carcere, tra il 1943 e il 1975, anno della chiusura, ha ospitato 912 detenuti dei quali la maggior parte era povera o nullatenente. Essendo un carcere mandamentale, la durata della detenzione non oltrepassava un anno.
A partire dal 1991 l'edificio venne sottoposto a restauri da parte della Sovrintendenza ai BB.CC.AA di Trapani, e dal 2010 è sede di un museo archeologico regionale.

## Descrizione

### Interno
Si può suddividere l'interno della struttura in due parti: quella non accessibile e quella visibile ed accessibile. La prima coincide con tutta la zona sotterranea che, una volta conclusa la seconda guerra mondiale, venne riempita di materiale di rifiuto e poi murata.
È possibile accedere all'altra area percorrendo una scalinata in muratura. Tale scalinata indirizza il visitatore verso un ingresso aperto sul quale si affacciano vani di grandezza differente.
Dal punto di vista edilizio, il materiale predominante nell'edificio è la pietra lavica di Pantelleria la quale si presenta, in base alla destinazione d'uso e al periodo in cui è stata collocata, nella sua forma naturale o in quella lavorata. Altro elemento ricorrente è la calce, utilizzata come intonaco e come elemento unificante tra le pietre.
La maggior parte degli architravi è costituita da un solo blocco di pietra lavorato, sorretto da due piedritti. Oltre a questa tipologia di architrave, un'altra più rara è quella dell'arco a tutto sesto.
Anche le volte presentano una certa omogeneità. Vi è una certa predominanza della volta a botte, costruita con pietra squadrata ed in alcuni casi anche ben visibile. Diverse dalle altre sono le volte della torre circolare che sono a cupola. Questo elemento architettonico, spesso decorato nei dammusi dell'isola, presenta un'estrema semplicità all'interno del castello proprio perché, per molto tempo, esso ha svolto funzioni che non richiedevano particolari ornamenti.

## Restauro
I lavori di restauro, effettuati a partire dagli anni novanta del novecento, sono stati di vitale importanza per l'edificio. Il restauro venne articolato in due tappe. In un primo momento venne messa in sicurezza la torre circolare, in evidente stato di degrado, e si cercò di eliminare gli elementi superflui e inutili nella comprensione dell'architettura del castello.
In un secondo momento si cercò di comprendere le cause che avevano portato l'edificio ad un livello di degrado così avanzato e, successivamente, si consolidò la struttura.

### Torre circolare
Attraverso restauri effettuati alla torre circolare sono stati riportati in luce alcuni piccoli vani. Questi, una volta risanati hanno evidenziato il distacco tra la parte risalente al periodo normanno e il bastione del 1500.

### Torre mastra
Dai restauri effettuati sull'area Nord del castello sono state ottenute informazioni sulla struttura della torre mastra. Quest'ultima, avente inizialmente una forma quadrangolare, si articolava su 4 livelli. Il primo ed il secondo sono ancora integri, e rispettivamente composti da uno e tre vani.
Il terzo livello, andato ormai distrutto, era costituito da un unico vano. Infine, attraverso la scala, si accedeva al quarto livello, di cui non vi è più traccia.

### Bastione Nord-Ovest
Attraverso l'utilizzo del geo-radar sono state individuate le fondamenta del bastione di Nord-Ovest al di sotto del manto stradale di via Borgo Italia. Al fine di mettere in luce eventuali elementi preesistenti si procedette con lo svuotamento del bastione. Durante tale operazione, oltre a trovare un ordigno bellico, è stato scoperto un bunker, probabilmente risalente al 1940.

### Orologio
Altra zona di intervento fu la torre dell'orologio. Un primo intervento cercò di restituire a tale torre il suo colore originale, "rosa confetto". L'intonaco però si rovinò dopo poco tempo e proprio per questa sua fragilità si decise di uniformare la torretta al resto dell'edificio rivestendola di pietra squadrata.

### I pavimenti
Prima del restauro i pavimenti erano molto diversi l'uno dall'altro: in cotto, in cemento, e addirittura in pietra (lavorata e non).
Durante il periodo di restauro si è ritenuto opportuno cercare di omogeneizzare la pavimentazione e i vecchi pavimenti sono stati ricoperti con mattoni in cotto e pietra lavorata.

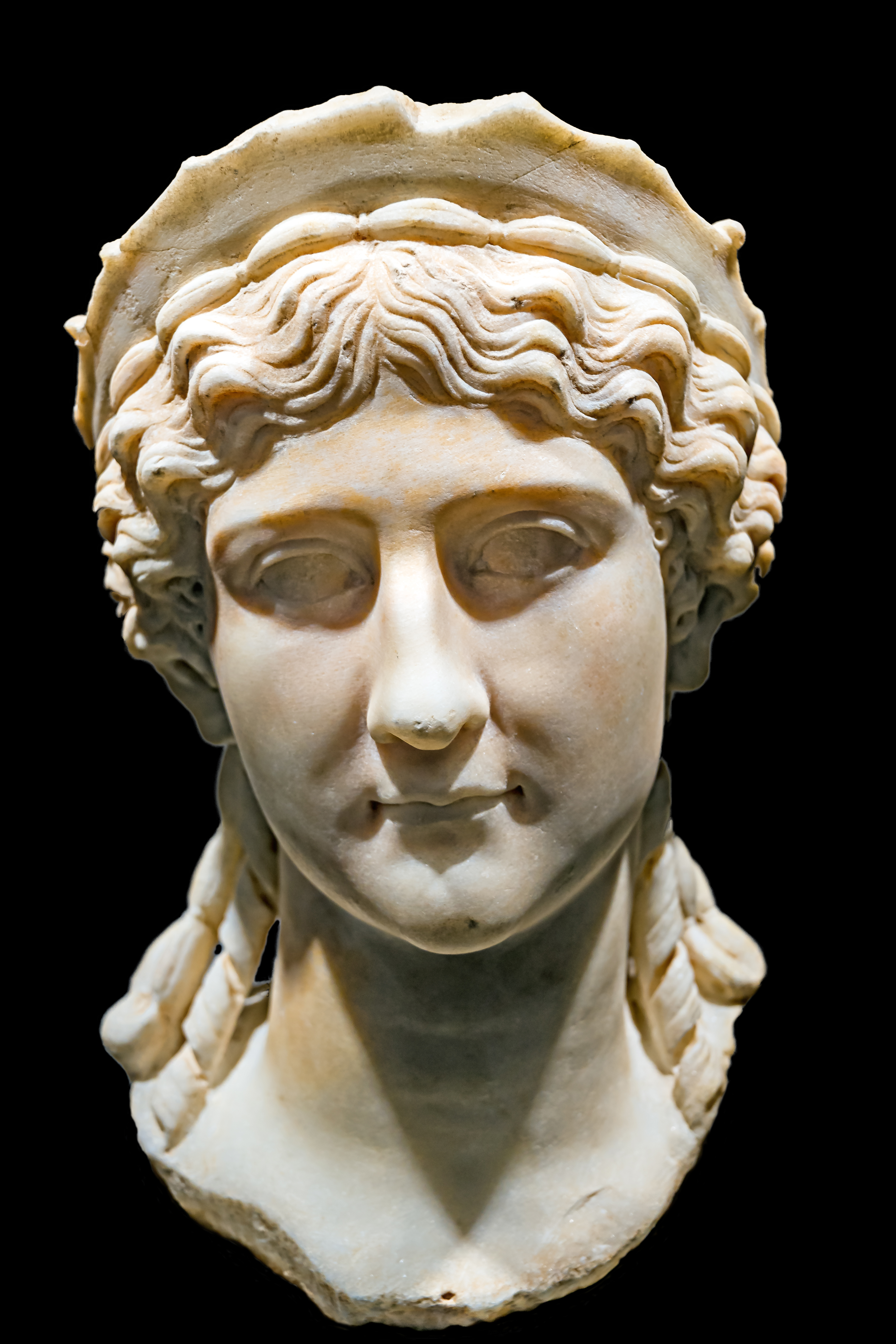
Il busto di Antonia minore, conservato al museo

## Il museo
È sede del museo archeologico. Istituito nel 2010 dalla Regione Siciliana, ospita anche le famose Teste di Pantelleria, tre statue romane raffiguranti Cesare, Tito e Antonia minore, ritrovate durante degli scavi nell'isola.